# Reyes del Aire
La empresa de lucha libre profesional mexicana Consejo Mundial de Lucha Libre (CMLL) ha ocupado tradicionalmente un torneo anual de Reyes del Aire desde 2005. No hubo torneo en 2010 ni en 2021. En los años 2007, 2012 y 2014 se vivieron dos torneos Reyes del Aire. El torneo incluye un número variable de luchadores, compitiendo en un Torneo cibernético, esencialmente una lucha de eliminación de varios hombres con el último competidor restante se declara Rey del Aire de ese año y se le otorga un trofeo.
Normalmente, el torneo cuenta con luchadores de cartas bajas y medias que trabajan al estilo de "High flying", de ahí el nombre de "Reyes del Aire", pero en ocasiones ha presentado más luchadores estrella, por lo que el evento se denomina "Reyes del Aire VIP". El ganador obtiene un trofeo, pero no hay otra recompensa tangible por ganar el partido que no sea el reconocimiento; no se les otorga un partido de campeonato o cualquier otra cosa de esa naturaleza.

## Lista de vencedores
| Año    | Ganador            | N.º de victorias |
| ------ | ------------------ | ---------------- |
| 2005   | Volador Jr.        | 1                |
| 2006   | La Máscara         | 1                |
| 2007#1 | Volador Jr.        | 2                |
| 2007#2 | Virus              | 1                |
| 2008   | Valiente           | 1                |
| 2009   | Volador Jr.        | 3                |
| 2011   | Ángel de Oro       | 1                |
| 2012#1 | Ángel de Oro       | 2                |
| 2012#2 | Valiente           | 2                |
| 2013   | La Sombra          | 1                |
| 2014#1 | Stuka Jr.          | 1                |
| 2014#2 | Rey Escorpión      | 1                |
| 2015   | La Sombra          | 2                |
| 2016   | Bárbaro Cavernario | 1                |
| 2017   | Ángel de Oro       | 3                |
| 2019   | Titán              | 1                |
| 2020   | Templario          | 1                |
| 2022   | Stuka Jr.          | 2                |
| 2023   | Dragón Rojo Jr.    | 1                |
| 2024   | Místico            | 1                |

## Datos generales
- Volador Jr. y Ángel de Oro son los luchadores con mayor número de victorias, con 3, le siguen de cerca Valiente, Stuka Jr. y La Sombra con dos victorias.
- La edición del 2010 fue la primera vez que no se celebró el evento.
- La edición del 2021 no se celebró debido a la contingencia causada por el COVID-19.

## Resultados

### 2016
Reyes del Aire 2016 tuvo lugar el 23 y 30 de septiembre de 2016 en la Arena México en la Ciudad de México.

### 2017
Reyes del Aire 2017 tuvo lugar el 7 de abril de 2017 en la Arena México en la Ciudad de México. Para la versión 2017 del torneo, CMLL reservó un total de 16 luchadores en un torneo de eliminación cibernético, con 8 técnicos enfrentados contra un equipo de 8 rudos. El lado técnico estuvo representado por Ángel de Oro, Carístico, Dragon Lee, Máximo Sexy, Místico, Titán, Valiente y Volador Jr., mientras que el equipo Rudo consistió en Bárbaro Cavernario, Euforia, Gran Guerrero, Hechicero, Luciferno, La Máscara, Mephisto y Niebla Roja. Ephesto fue originalmente programado para ser parte del equipo rudo, pero tuvo que ser reemplazado por Luciferno en la semana previa al show, debido a que contrajo una infección de la sangre que requirió cirugía.
| Entradas | Entradas           | Eliminado por      | Tiempo |
| -------- | ------------------ | ------------------ | ------ |
| 1        | Luciferno          | Volador Jr.        | 06:14  |
| 2        | Titán              | Bárbaro Cavernario | 10:15  |
| 3        | Gran Guerrero      | Máximo             | 12:01  |
| 4        | Dragon Lee         | Hechicero          | 14:32  |
| 5        | Mephisto           | Volador Jr.        | 14:32  |
| 6        | Valiente           | La Máscara         | 17:39  |
| 7        | Bárbaro Cavernario | Místico            | 18:22  |
| 8        | Máximo             | Hechicero          | 19:57  |
| 9        | La Máscara         | Carístico          | 20:25  |
| 10       | Hechicero          | Volador Jr.        | 21:41  |
| 11       | Carístico          | Euforia            | 23:41  |
| 12       | Místico            | Niebla Roja        | 24:15  |
| 13       | Niebla Roja        | Volador Jr.        | 24:47  |
| 14       | Volador Jr.        | Euforia            | 29:35  |
| 15       | Euforia            | Ángel de Oro       | 29:44  |
| 16       | Ganador            | Ángel de Oro       | 29:44  |

### 2019
Reyes del Aire 2019 tuvo lugar el 6 de enero de 2019, en la Arena México en la Ciudad de México. Para la edición de 2019 del torneo, CMLL reservó un total de 16 luchadores en un torneo de eliminación cibernético, con 8 técnicos (los que retratan a los buenos en la lucha) enfrentándose a un equipo de 8 jugadores. El lado técnico estuvo representado por Audaz, Black Panther, Drone, Esfinge, Flyer, Rey Cometa, Tritón y Titán. El lado Rudo consistió en Kawato-San, Pólvora, Sagrado, Templario, Tigre, Universo 2000 Jr., Vangellys y Virus.
| Entradas | Entradas      | Eliminado por     | Tiempo |
| -------- | ------------- | ----------------- | ------ |
| 1        | Black Panther | Universo 2000 Jr. | 07:57  |
| 2        | Virus         | Drone             | 10:34  |
| 3        | Tritón        | El Sagrado        | 11:54  |
| 4        | Tiger         | Black Panther     | 13:02  |
| 5        | Flyer         | Virus             | 16:19  |
| 6        | Pólvora       | Esfinge           | 17:28  |
| 7        | Rey Cometa    | Tiger             | 18:12  |
| 8        | Audaz         | Pólvora           | 19:15  |
| 9        | Vangellys     | Rey Cometa        | 20:51  |
| 10       | Kawato-San    | Audaz             | 21:12  |
| 11       | Titán         | Vangellys         | 21:58  |
| 12       | Tritón        | Kawato-San        | 22:49  |
| 13       | Kawato-San    | Tritón            | 22:49  |
| 14       | Templario     | Flyer             | 24:04  |
| 15       | Titán         | Templario         | 29:02  |
| 16       | Ganador       | Titán             | 29:02  |